# Montalto di Castro
Montalto di Castro település Olaszországban, Viterbo megyében. Lakosainak száma 8725 fő (2023. január 1.). Montalto di Castro Canino, Capalbio, Manciano, Tuscania és Tarquinia községekkel határos.
Itt található az Enel által üzemeltetett nagy fosszilis tüzelőanyaggal működő erőmű és Olaszország legnagyobb napelemes erőműve.

## Népesség
A település népessége az elmúlt években az alábbi módon változott:
| Lakosok száma | 8985 | 8978 | 8725 |
|               | 2017 | 2018 | 2023 |